# Marele Premiu de la Miami din 2024
Marele Premiu de la Miami din 2024 (cunoscut oficial ca Formula 1 Crypto.com Miami Grand Prix 2024) a fost o cursă auto de Formula 1 ce s-a desfășurat pe 5 mai 2024 pe Autodromul Internațional Miami din Miami, Florida, Statele Unite ale Americii. Cursa a fost cea de-a șasea etapă a Campionatului Mondial de Formula 1 FIA din 2024 și al doilea weekend de Mare Premiu al sezonului în care s-a folosit formatul sprint.
Max Verstappen de la Red Bull Racing a câștigat sprintul plecând din pole position. De asemenea, el a obținut pole-ul și pentru cursa principală, dar a terminat pe locul al doilea în spatele lui Lando Norris de la McLaren, care a obținut prima sa victorie al 110-lea start în Formula 1. Charles Leclerc de la Ferrari a terminat al treilea. Cursa a marcat prima victorie pentru McLaren de la Marele Premiu al Italiei din 2021 când Daniel Ricciardo a ieșit câștigător. În cele trei zile de cursă din weekend au participat 275.000 de persoane, ceea ce a stabilit un nou record de asistență pentru Marele Premiu de la Miami.

## Context
Weekendul a fost al doilea din cele șase ale sezonului care au utilizat formatul sprint.
Furnizorul de anvelope Pirelli a adus compușii de anvelope C2, C3 și C4 (denumiți duri, medii și, respectiv, moi) pentru ca echipele să le folosească la eveniment.

## Sprint

### Calificările pentru sprint
Calificările pentru cursa sprint au avut loc vineri, 3 mai 2024, cu începere de la ora locală 16:30 EDT (UTC-4), 23:30 EEST.
| Poz.                  | Nr. | Pilot            | Constructor                  | Timpi calificări | Timpi calificări | Timpi calificări | Grila sprint |
| Poz.                  | Nr. | Pilot            | Constructor                  | SQ1              | SQ2              | SQ3              | Grila sprint |
| --------------------- | --- | ---------------- | ---------------------------- | ---------------- | ---------------- | ---------------- | ------------ |
| 1                     | 1   | Max Verstappen   | Red Bull Racing-Honda RBPT   | 1:28,194         | 1:28,001         | 1:27,641         | 1            |
| 2                     | 16  | Charles Leclerc  | Ferrari                      | 1:28,537         | 1:27,977         | 1:27,749         | 2            |
| 3                     | 11  | Sergio Pérez     | Red Bull Racing-Honda RBPT   | 1:28,681         | 1:27,865         | 1:27,876         | 3            |
| 4                     | 3   | Daniel Ricciardo | RB-Honda RBPT                | 1:28,700         | 1:28,122         | 1:28,044         | 4            |
| 5                     | 55  | Carlos Sainz Jr. | Ferrari                      | 1:28,435         | 1:28,262         | 1:28,103         | 5            |
| 6                     | 81  | Oscar Piastri    | McLaren-Mercedes             | 1:28,056         | 1:28,163         | 1:28,161         | 6            |
| 7                     | 18  | Lance Stroll     | Aston Martin Aramco-Mercedes | 1:28,807         | 1:28,323         | 1:28,375         | 7            |
| 8                     | 14  | Fernando Alonso  | Aston Martin Aramco-Mercedes | 1:28,192         | 1:28,189         | 1:28,419         | 8            |
| 9                     | 4   | Lando Norris     | McLaren-Mercedes             | 1:27,939         | 1:27,597         | 1:28,472         | 9            |
| 10                    | 27  | Nico Hülkenberg  | Haas-Ferrari                 | 1:29,040         | 1:28,330         | 1:28,476         | 10           |
| 11                    | 63  | George Russell   | Mercedes                     | 1:28,387         | 1:28,343         | N/A              | 11           |
| 12                    | 44  | Lewis Hamilton   | Mercedes                     | 1:28,736         | 1:28,371         | N/A              | 12           |
| 13                    | 31  | Esteban Ocon     | Alpine-Renault               | 1:28,873         | 1:28,379         | N/A              | 13           |
| 14                    | 20  | Kevin Magnussen  | Haas-Ferrari                 | 1:28,377         | 1:28,614         | N/A              | 14           |
| 15                    | 22  | Yuki Tsunoda     | RB-Honda RBPT                | 1:28,687         | Fără timp        | N/A              | 15           |
| 16                    | 10  | Pierre Gasly     | Alpine-Renault               | 1:29,185         | N/A              | N/A              | 16           |
| 17                    | 24  | Zhou Guanyu      | Kick Sauber-Ferrari          | 1:29,267         | N/A              | N/A              | 17           |
| 18                    | 77  | Valtteri Bottas  | Kick Sauber-Ferrari          | 1:29,360         | N/A              | N/A              | 19           |
| 19                    | 2   | Logan Sargeant   | Williams-Mercedes            | 1:29,551         | N/A              | N/A              | 18           |
| 20                    | 23  | Alexander Albon  | Williams-Mercedes            | 1:29,858         | N/A              | N/A              | LB           |
| Regula 107%: 1:34,094 |     |                  |                              |                  |                  |                  |              |
| Sursa:                |     |                  |                              |                  |                  |                  |              |

Note
- ^1 – Valtteri Bottas a primit o penalizare de trei locuri pe grilă pentru sprint pentru că l-a împiedicat pe Oscar Piastri în SQ1.[7]
- ^2 – Alexander Albon s-a calificat pe locul 20, dar a fost nevoit să înceapă sprintul de la boxe, deoarece mașina sa a fost modificată în condiții de parc închis.[8]

### Cursa sprint
Sprintul s-a desfășurat sâmbătă, 4 mai 2024, având startul la ora locală 12:00 EDT (UTC-4), 19:00 EEST, cu distanța de 19 tururi.
| Poz.                                                                                | Nr. | Pilot            | Constructor                  | Tururi | Timp/Abandon | Grilă | Puncte |
| ----------------------------------------------------------------------------------- | --- | ---------------- | ---------------------------- | ------ | ------------ | ----- | ------ |
| 1                                                                                   | 1   | Max Verstappen   | Red Bull Racing-Honda RBPT   | 19     | 31:31,383    | 1     | 8      |
| 2                                                                                   | 16  | Charles Leclerc  | Ferrari                      | 19     | +3,371       | 2     | 7      |
| 3                                                                                   | 11  | Sergio Pérez     | Red Bull Racing-Honda RBPT   | 19     | +5,095       | 3     | 6      |
| 4                                                                                   | 3   | Daniel Ricciardo | RB-Honda RBPT                | 19     | +14,971      | 4     | 5      |
| 5                                                                                   | 55  | Carlos Sainz Jr. | Ferrari                      | 19     | +15,222      | 5     | 4      |
| 6                                                                                   | 81  | Oscar Piastri    | McLaren-Mercedes             | 19     | +15,750      | 6     | 3      |
| 7                                                                                   | 27  | Nico Hülkenberg  | Haas-Ferrari                 | 19     | +22,054      | 10    | 2      |
| 8                                                                                   | 22  | Yuki Tsunoda     | RB-Honda RBPT                | 19     | +29,816      | 15    | 1      |
| 9                                                                                   | 10  | Pierre Gasly     | Alpine-Renault               | 19     | +31,880      | 16    |        |
| 10                                                                                  | 2   | Logan Sargeant   | Williams-Mercedes            | 19     | +34,355      | 18    |        |
| 11                                                                                  | 24  | Zhou Guanyu      | Kick Sauber-Ferrari          | 19     | +35,078      | 17    |        |
| 12                                                                                  | 63  | George Russell   | Mercedes                     | 19     | +35,755      | 11    |        |
| 13                                                                                  | 23  | Alexander Albon  | Williams-Mercedes            | 19     | +36,086      | LB    |        |
| 14                                                                                  | 77  | Valtteri Bottas  | Kick Sauber-Ferrari          | 19     | +36,892      | 19    |        |
| 15                                                                                  | 10  | Esteban Ocon     | Alpine-Renault               | 19     | +37,740      | 13    |        |
| 16                                                                                  | 44  | Lewis Hamilton   | Mercedes                     | 19     | +49,347      | 12    |        |
| 17                                                                                  | 14  | Fernando Alonso  | Aston Martin Aramco-Mercedes | 19     | +59,409      | 8     |        |
| 18                                                                                  | 20  | Kevin Magnussen  | Haas-Ferrari                 | 19     | +1:06,303    | 14    |        |
| Ab                                                                                  | 18  | Lance Stroll     | Aston Martin Aramco-Mercedes | 1      | Avarii       | 7     |        |
| Ab                                                                                  | 4   | Lando Norris     | McLaren-Mercedes             | 0      | Coliziune    | 9     |        |
| Cel mai rapid tur: Max Verstappen (Red Bull Racing-Honda RBPT) – 1:30,415 (turul 4) |     |                  |                              |        |              |       |        |
| Sursa:                                                                              |     |                  |                              |        |              |       |        |

Note
- ^1 – Lewis Hamilton a terminat al optulea, dar a primit o penalizare drive-through transformată într-o penalizare de douăzeci de secunde pentru depășirea vitezei maxime pe linia boxelor.[9][11]
- ^2 – Kevin Magnussen a terminat al zecelea, dar a primit trei penalizări de zece secunde și una de cinci secunde. Primele trei pentru părăsirea pistei și obținerea unui avantaj, iar cealaltă pentru depășirea limitelor pistei.[9]

## Marele Premiu

### Calificări
Calificările pentru Marele Premiu au avut loc pe 4 mai 2024, începând cu ora locală 16:00 EDT (UTC-4), ora 23:00 EEST.
| Poz.                  | Nr. | Pilot            | Constructor                  | Timpi calificări | Timpi calificări | Timpi calificări | Grila finală |
| Poz.                  | Nr. | Pilot            | Constructor                  | Q1               | Q2               | Q3               | Grila finală |
| --------------------- | --- | ---------------- | ---------------------------- | ---------------- | ---------------- | ---------------- | ------------ |
| 1                     | 1   | Max Verstappen   | Red Bull Racing-Honda RBPT   | 1:27,689         | 1:27,566         | 1:27,241         | 1            |
| 2                     | 16  | Charles Leclerc  | Ferrari                      | 1:28,081         | 1:27,533         | 1:27,382         | 2            |
| 3                     | 55  | Carlos Sainz Jr. | Ferrari                      | 1:27,937         | 1:27,941         | 1:27,455         | 3            |
| 4                     | 11  | Sergio Pérez     | Red Bull Racing-Honda RBPT   | 1:27,772         | 1:27,839         | 1:27,460         | 4            |
| 5                     | 4   | Lando Norris     | McLaren-Mercedes             | 1:27,913         | 1:27,871         | 1:27,594         | 5            |
| 6                     | 81  | Oscar Piastri    | McLaren-Mercedes             | 1:28,032         | 1:27,721         | 1:27,675         | 6            |
| 7                     | 63  | George Russell   | Mercedes                     | 1:28,159         | 1:28,095         | 1:28,067         | 7            |
| 8                     | 44  | Lewis Hamilton   | Mercedes                     | 1:28,167         | 1:27,697         | 1:28,107         | 8            |
| 9                     | 27  | Nico Hülkenberg  | Haas-Ferrari                 | 1:28,383         | 1:28,200         | 1:28,146         | 9            |
| 10                    | 22  | Yuki Tsunoda     | RB-Honda RBPT                | 1:28,324         | 1:28,167         | 1:28,192         | 10           |
| 11                    | 18  | Lance Stroll     | Aston Martin Aramco-Mercedes | 1:28,177         | 1:28,222         | N/A              | 11           |
| 12                    | 10  | Pierre Gasly     | Alpine-Renault               | 1:27,976         | 1:28,324         | N/A              | 12           |
| 13                    | 31  | Esteban Ocon     | Alpine-Renault               | 1:28,209         | 1:28,371         | N/A              | 13           |
| 14                    | 23  | Alexander Albon  | Williams-Mercedes            | 1:28,343         | 1:28,413         | N/A              | 14           |
| 15                    | 14  | Fernando Alonso  | Aston Martin Aramco-Mercedes | 1:28,453         | 1:28,427         | N/A              | 15           |
| 16                    | 77  | Valtteri Bottas  | Kick Sauber-Ferrari          | 1:28,463         | N/A              | N/A              | 16           |
| 17                    | 2   | Logan Sargeant   | Williams-Mercedes            | 1:28,487         | N/A              | N/A              | 17           |
| 18                    | 3   | Daniel Ricciardo | RB-Honda RBPT                | 1:28,617         | N/A              | N/A              | 20           |
| 19                    | 20  | Kevin Magnussen  | Haas-Ferrari                 | 1:28,619         | N/A              | N/A              | 18           |
| 20                    | 24  | Zhou Guanyu      | Kick Sauber-Ferrari          | 1:28,824         | N/A              | N/A              | 19           |
| Regula 107%: 1:33,827 |     |                  |                              |                  |                  |                  |              |
| Sursa:                |     |                  |                              |                  |                  |                  |              |

Note
- ^1 – Daniel Ricciardo a primit o penalizare de trei locuri pe grila de start pentru cursa principală pentru că l-a depășit pe Nico Hülkenberg în condiții de mașină de siguranță în etapa precedentă.[13]

### Cursa
Cursa principală a avut loc pe 5 mai 2024, începând cu ora locală 16:00 EDT (UTC-4), ora 23:00 EEST, și a durat 57 de tururi.
| Poz.                                                                      | Nr. | Pilot            | Constructor                  | Tururi | Timp/Abandon | Grilă | Puncte |
| ------------------------------------------------------------------------- | --- | ---------------- | ---------------------------- | ------ | ------------ | ----- | ------ |
| 1                                                                         | 4   | Lando Norris     | McLaren-Mercedes             | 57     | 1:30:49,876  | 5     | 25     |
| 2                                                                         | 1   | Max Verstappen   | Red Bull Racing-Honda RBPT   | 57     | +7,612       | 1     | 18     |
| 3                                                                         | 16  | Charles Leclerc  | Ferrari                      | 57     | +9,920       | 2     | 15     |
| 4                                                                         | 11  | Sergio Pérez     | Red Bull Racing-Honda RBPT   | 57     | +14,650      | 4     | 12     |
| 5                                                                         | 55  | Carlos Sainz Jr. | Ferrari                      | 57     | +16,407      | 3     | 10     |
| 6                                                                         | 44  | Lewis Hamilton   | Mercedes                     | 57     | +16,585      | 8     | 8      |
| 7                                                                         | 22  | Yuki Tsunoda     | RB-Honda RBPT                | 57     | +26,185      | 10    | 6      |
| 8                                                                         | 63  | George Russell   | Mercedes                     | 57     | +34,789      | 7     | 4      |
| 9                                                                         | 14  | Fernando Alonso  | Aston Martin Aramco-Mercedes | 57     | +37,107      | 15    | 2      |
| 10                                                                        | 31  | Esteban Ocon     | Alpine-Renault               | 57     | +39,746      | 13    | 1      |
| 11                                                                        | 27  | Nico Hülkenberg  | Haas-Ferrari                 | 57     | +40,789      | 9     |        |
| 12                                                                        | 10  | Pierre Gasly     | Alpine-Renault               | 57     | +44,958      | 12    |        |
| 13                                                                        | 81  | Oscar Piastri    | McLaren-Mercedes             | 57     | +49,756      | 6     |        |
| 14                                                                        | 24  | Zhou Guanyu      | Kick Sauber-Ferrari          | 57     | +49,979      | 19    |        |
| 15                                                                        | 3   | Daniel Ricciardo | RB-Honda RBPT                | 57     | +50,956      | 20    |        |
| 16                                                                        | 77  | Valtteri Bottas  | Kick Sauber-Ferrari          | 57     | +52,356      | 16    |        |
| 17                                                                        | 18  | Lance Stroll     | Aston Martin Aramco-Mercedes | 57     | +55,173      | 11    |        |
| 18                                                                        | 23  | Alexander Albon  | Williams-Mercedes            | 57     | +1:16,091    | 14    |        |
| 19                                                                        | 20  | Kevin Magnussen  | Haas-Ferrari                 | 57     | +1:24,683    | 18    |        |
| Ab                                                                        | 2   | Logan Sargeant   | Williams-Mercedes            | 27     | Coliziune    | 17    |        |
| Cel mai rapid tur: Oscar Piastri (McLaren-Mercedes) – 1:30,643 (turul 43) |     |                  |                              |        |              |       |        |
| Sursa:                                                                    |     |                  |                              |        |              |       |        |

Note
- ^1 – Carlos Sainz Jr. a terminat al patrulea pe pistă, dar a primit o penalizare de cinci secunde după cursă pentru că a provocat o coliziune cu Oscar Piastri.[18]
- ^2 – Lance Stroll a terminat pe locul 13, dar a primit o penalizare de zece secunde pentru că a ieșit de pe pistă și a obținut un avantaj.[15]
- ^3 – Kevin Magnussen a terminat pe locul 18, dar a primit o penalizare de zece secunde pentru că a provocat o coliziune cu Logan Sargeant. De asemenea, a primit o penalizare drive-through după cursă, transformată într-o penalizare de douăzeci de secunde pentru că nu a schimbat pneurile la intrarea la boxe în timpul condițiilor de mașină de siguranță.[15][19]

## Clasamentele campionatelor după cursă
|        | Poz. | Pilot            | Pct. |
| ------ | ---- | ---------------- | ---- |
|        | 1    | Max Verstappen   | 136  |
|        | 2    | Sergio Pérez     | 103  |
|        | 3    | Charles Leclerc  | 98   |
| 1      | 4    | Lando Norris     | 83   |
| 1      | 5    | Carlos Sainz Jr. | 83   |
| Sursa: |      |                  |      |

|        | Poz. | Constructor                  | Pct. |
| ------ | ---- | ---------------------------- | ---- |
|        | 1    | Red Bull Racing-Honda RBPT   | 239  |
|        | 2    | Ferrari                      | 187  |
|        | 3    | McLaren-Mercedes             | 124  |
|        | 4    | Mercedes                     | 64   |
|        | 5    | Aston Martin Aramco-Mercedes | 42   |
| Sursa: |      |                              |      |

- Notă: Doar primele cinci locuri sunt prezentate în ambele clasamente.